# Patrice Leconte
Patrice Leconte (* 12. listopadu 1947, Paříž, Francie) je francouzský režisér a scenárista.

## Životopis
Leconte vyrostl v Tours a v období 1970 až 1995 pracoval jako autor a ilustrátor obrázkových příběhů pro Pilote. V roce 1975 debutoval jako režisér a v roce 1978 natočil první ze série satirických snímků Les Bronzés o skupině lidí na dovolené v Club Méditerrané, která měla úspěch u francouzských diváků. V roce 1997 byl jeho film Ridicule nominován na Oscara. V roce 2000 vyšla jeho autobiografie Je suis un imposteur.

## Filmografie (výběr)
- 1976: Les vécés étaient fermés de l'intérieur
- 1978: Dovolená po francouzsku
- 1979: Dovolená po francouzsku 2
- 1984: Les spécialistes
- 1987: Tandem
- 1989: Pan Hire
- 1990: Manžel kadeřnice
- 1993: Tango
- 1994: Le parfum d'Yvonne
- 1996: Nevinné krutosti
- 1998: Poloviční šance
- 1999: Dívka na mostě
- 2000: Félix et Lola
- 2000: Prokletí ostrova Saint Pierre
- 2002: Rue de Plaisirs
- 2002: Muž z vlaku
- 2004: Příliš důvěrná tajemství
- 2004: Dogora
- 2006: Dovolená po francouzsku 3
- 2006: Můj nejlepší přítel
- 2008: Válka krásek
- 2012: Obchod pro sebevrahy